# Благота Секулић
Благота Секулић (Титоград, 14. март 1982) је бивши црногорски кошаркаш. Играо је на позицијама крилног центра и центра.

## Каријера
У каријери је променио доста клубова и земаља. Наступао је за матичну Будућност, Партизан, грчке клубове Маруси, АЕК, ПАОК и Арис, шпанске клубове Реал Мадрид, Мурсију, Канаријас, Фуенлабраду и Сан Себастијан Гипускоу, немачку Албу, италијанску Кремону и турски Фенербахче.
Освојио је четири шампионске титуле у СР Југославији, три у дресу Будућности (1999, 2000. и 2001) и једну у дресу Партизана (2003). Са екипом Будућности је освојио и куп СР Југославије (2001).
Секулић је наступао за репрезентацију Црне Горе на Европском првенству 2013. у Словенији.

## Успеси

### Клупски
- Будућност:
  - Првенство СР Југославије (3): 1998/99, 1999/00, 2000/01.
  - Куп СР Југославије (1): 2000/01.
- Партизан:
  - Првенство СР Југославије (1): 2002/03.
- Реал Мадрид:
  - УЛЕБ куп (1): 2006/07.
  - Првенство Шпаније (1): 2006/07.
- Алба Берлин:
  - Куп Немачке (1): 2008/09.

### Појединачни
- Идеални тим Еврокупа — друга постава (1): 2009/10.